# Giandomenico Mesto
Giandomenico Mesto, född den 25 maj 1982 i Manopoli, är en italiensk före detta fotbollsspelare. Han har tidigare spelat för Reggina Calcio, Udinese Calcio, Genoa CFC, SSC Napoli och Panathinaikos.
Vid fotbollsturneringen under OS 2004 i Aten deltog han i det italienska U23-laget som tog brons. 